# Polany (Subkarpaten)
Polany is een plaats in het Poolse district  Jasielski, woiwodschap Subkarpaten. De plaats maakt deel uit van de gemeente Krempna en telt 320 inwoners.